# ترامبو (فیلم ۲۰۱۵)
ترامبو (انگلیسی: Trumbo) فیلمی زندگینامه‌ای و درام آمریکایی به کارگردانی جی روچ است که در سال ۲۰۱۵ منتشر شد. از بازیگران آن می‌توان به برایان کرانستون، دایان لین، هلن میرن، لوئی سی. کی. و ال فانینگ اشاره کرد. داستان فیلم دربارهٔ زندگی فیلم‌نامه‌نویس هالیوودی دالتون ترامبو است، که بر اساس زندگینامه‌اش توسط بروس الکساندر کوک ساخته شده‌است. ترامبو توسط شرکت بلیکر استریت در ۶ نوامبر ۲۰۱۵ در ایالات متحده اکران شد. همچنین برایان کرانستون برای این فیلم نامزد دریافت جایزه اسکار برای بهترین بازیگر نقش اول مرد در هشتاد و هشتمین دوره جوایز اسکار شد.

## چکیده داستان
در اواخر دهه ۱۹۴۰ در هالیوود، فیلمنامه‌نویس موفق دالتون ترامبو که متهم به عضویت در حزب کمونیست بود، از اشتغال به حرفه اش منع شد. او در آن زمان یکی از کسانی بود که «یکی از ده نام بزرگ هالیوود» نامیده می‌شد. او تا آخر بر باورهایش پافشاری می‌کند و این سرسختی کار و خانواده اش را به خطر می‌اندازد.